# Сеид Мубашир-хан Тирази
Сеид Мубашир-хан Тирази — руководитель организации «Фаал» (Абвер) — антисоветской диверсионной организации, созданной Абвером в июне 1942 года в Афганистане с целью сбора разведывательных данных и координации боевой деятельности басмаческих формирований для нападения на территорию Среднеазиатских республик СССР. Одной из главных стратегических задач «Фаал» состояла в подготовке басмаческих формирований к походу на Бухару. Сеид Мубашир-хан Тирази сменил на руководящей должности курбаши Махмуд-бека (Курширмат).

Родился в Намангане. В 1942, 1943 годы готовил нападение на Советский Союз. Возглавлял «Исламскую республику Туркестан в эмиграции».
В докладе от 27 апреля 1943 года в Государственный Комитет Обороны СССР тов. Сталину И. В. указывалось, что Сеид Мубашир-хан Тарази, возглавил пятёрку «виднейших вожаков эмиграции», образованного в столице Афганистана — Кабуле «Объединения (центра) лидеров эмиграции», координирующего действия всех эмигрантских организаций против Советского Союза.

## Руководитель «Фаал» (Абвер)
Следующим руководителем агентурно-диверсионной организации «Унион», трансформированной в «Фаал», Абвером был назначен Сеид Мубашир-хан Тирази (агентурный псевдоним «Ханза»). В руководство подпольной организации «Фаал» вошли также: крупные курбаши — Курширмат, Нурмамад (Нур Мухаммед), Абдул Ахад Кары и представитель бухарского эмира Хаджи..
Сотрудничая с Абвером и японской разведкой Сеид Мубашир-хан Тирази занялся подготовкой басмаческих формирований к походу на Бухару. В сообщении Г. Пильгера от 24 июля 1942 года в Берлин:

"Духовная в своем существе национал-туркестанская тайная антибольшевистская организация «Унион» и состоящая внутри неё особо тайная структура «Лига», которая создана специально для восстановления Бухарского эмирата, возглавляется самим эмиром (в дальнейшем Ауди). Но поскольку он опасается неприятностей со стороны афганского правительства, оказавшего ему гостеприимство, то на первый план им выдвинут Ханза, сын которого помолвлен с одной из его дочерей. Сам Ауди держится в тени— Г. Пильгер
Ханза был непосредственным руководителем «Униона» и «Лиги». Он был щедро снабжён финансовыми средствами, для обеспечения:
- согласно обстановке, наладить контакт между советским Туркестаном и Афганистаном
- осуществить подготовку к отправке войсковых подразделений в Туркестан
- укрепить контакт «Фаал» с готовыми к введению боевых действий германскими войсками в Туркестане и Афганистане[1]..

План «Униона» предусматривал к весне 1943 года, когда будут открыты горные проходы в Северном Афганистане, сформировать и вооружить 20-30 тысяч басмачей, для освобождения Бухары. Германия взяла на себя обязательства предоставить «Фаал» поддержку не только финансовыми средствами, но и оружием. Доставку вооружения должны были обеспечить немецкие самолёты люфтваффе. В планы Абвера входила высадка в Среднеазиатских советских республиках, в первую очередь в Туркменской ССР, диверсионных групп, укомплектованных солдатами и офицерами «Туркестанского легиона». В Польше, близ города Вроцлав была создана секретная тренировочная база под названием «Лесной лагерь СС-20», или «Главный лагерь Туркестан» на ней велась подготовка диверсантов.
Для формирования единой и управляемой силы, координирования её действий, Германия и Япония прикладывали усилия по объединению разрозненных басмаческих формирований, затем чтобы весной 1943 года они выступили на территорию СССР. Для выполнения данных задач «Фаал» образовал в Кундузе свой центр и оттуда планировал расширить агентурную сеть в Советских среднеазиатских республиках. К тому времени, связной Сеида Мубашир-хана Тирази установил контакт с курбаши киргизских басмачей Камчи-беком, он с сентября 1941 года совершил вооружённую вылазку на советскую территорию. Курбаши договорились о совместных действиях и Камчи-бек стянул свои формирования к советской границе. Туркменский курбаши Кызыл Аяк, также подтвердил готовность начать наступление на советскую территорию.
В конце лета 1942 года центр «Фаал» в Кундузе доложил германскому посольству в Кабуле, что на севере Афганистана басмаческие отряды в количестве 70 тысяч человек, ждут приказа выступить против Советского Союза. Но отмечается, что лишь 15 тысяч из них вооружены. Сообщая немцам сильно завышенную численность своих формирований, руководители «Фаал» планировали получить от Германии больше финансовых средств и оружия.

## Расследование деятельности афганскими властями
Широкий масштаб подготовки формирований басмачества для нападению на Советские среднеазиатские республики не был секретом для афганского правительства, разведок СССР и Англии. Чтобы не испортить межгосударственные отношения, афганские власти санкционировали арест в начале апреля 1943 года руководителя «Фаал» Сеида Мубашир-хана Тирази и свыше ста членов этой организации. Для полной ликвидации агентурной сети стран оси в Афганистане, по предложению Англии к советскому руководству оказать совместное давление на Кабул, с тем чтобы потребовать от Хашим-хана ликвидации «Фаал» и высылку из страны агентов германских и японских разведок.
4 апреля 1943 года был арестован Тайной полицией в Кабуле в числе более двух десятков членов организации «Фаал», которые дали показания на Сеид Мабашир-хана Тирази в том, что по его заданию, за денежное вознаграждение переправлялись через Амударью на советскую территорию для связи с антисоветски подпольем.